# Hanover (Illinois)
Hanover è un villaggio degli Stati Uniti d'America, situato nello Stato dell'Illinois, nella contea di Jo Daviess.